# Пентагон-младший
Пентаго́н-мла́дший (исп. Pentagón Jr, род. 26 февраля 1985, Халапа-Энрикес) — мексиканский лучадор-энмаскарадо (рестлер в маске), в настоящее время выступает в WWE на бренде Raw под именем Пе́нта.
Пентагон-младший первоначально стал известен благодаря своей работе в ААА в период с 2010 по 2017 год, где он является бывшим чемпионом Латинской Америки, чемпионом смешанных команд, а также обладателем титула Rey de Reyes 2016 года. Он также известен по работе в Impact Wrestling, где является бывшим чемпионом мира Impact и однократным командным чемпионом мира Impact. Он также выступал в Consejo Mundial de Lucha Libre (CMLL), The Crash и Lucha Underground, где он является бывшим двукратным чемпионом Lucha Underground.
С 2019 по 2024 год Пентагон работал в All Elite Wrestling (AEW) вместе со своим братом Рейем Фениксом, где он стал чемпионом мира AEW среди трио, командным чемпионом мира AEW и командным чемпионом мира ROH.
Его настоящее имя не является достоянием общественности, как это часто бывает с борцами в масках в Мексике, где их личная жизнь держится в секрете от поклонников реслинга. Он выступал под несколькими именами, обычно это были вариации имени Пентагон-младший и его коронной фразы «Cero Miedo» (рус. «Ноль страха»), например Пента Эль 0M, Пентагон Дарк, Пента Эль Серо Мьедо, Пента Эль Зеро М, Пента Эль Зиро Мьедо или Пента Оскуро.
Он является старшим братом Рея Феникса, с которым с 2007 года он образует команду «Луча братья», вместе они неоднократно становились командными чемпионами в Мексике и США.

## Раняя жизнь
Будущий Пентагон-младший родился 26 февраля 1985 года в Халапе, Веракрус, Мексика. Точно неизвестно, сколько у него братьев и сестер, но два младших брата также стали рестлерами, наиболее известными под именами Рей Феникс и Икаро.

## Карьера в рестлинге
Поскольку человек, скрывающийся за маской Пентагона-младшего, никогда не выходил на ринг без маски, о его предыдущей истории известно не так много, что традиционно для луча либре. По словам Пентагона-младшего, он был обучен Скайдом и дебютировал в 2007 году, выступая под маской и именем Заяс. Его первый зафиксированный матч состоялся 9 апреля 2008 года, где Заяс и Блэк Стар проиграли Маскара Ориенталу и Эль Ниньо де Фуэго.

### Lucha Libre AAA Worldwide (2010—2017)

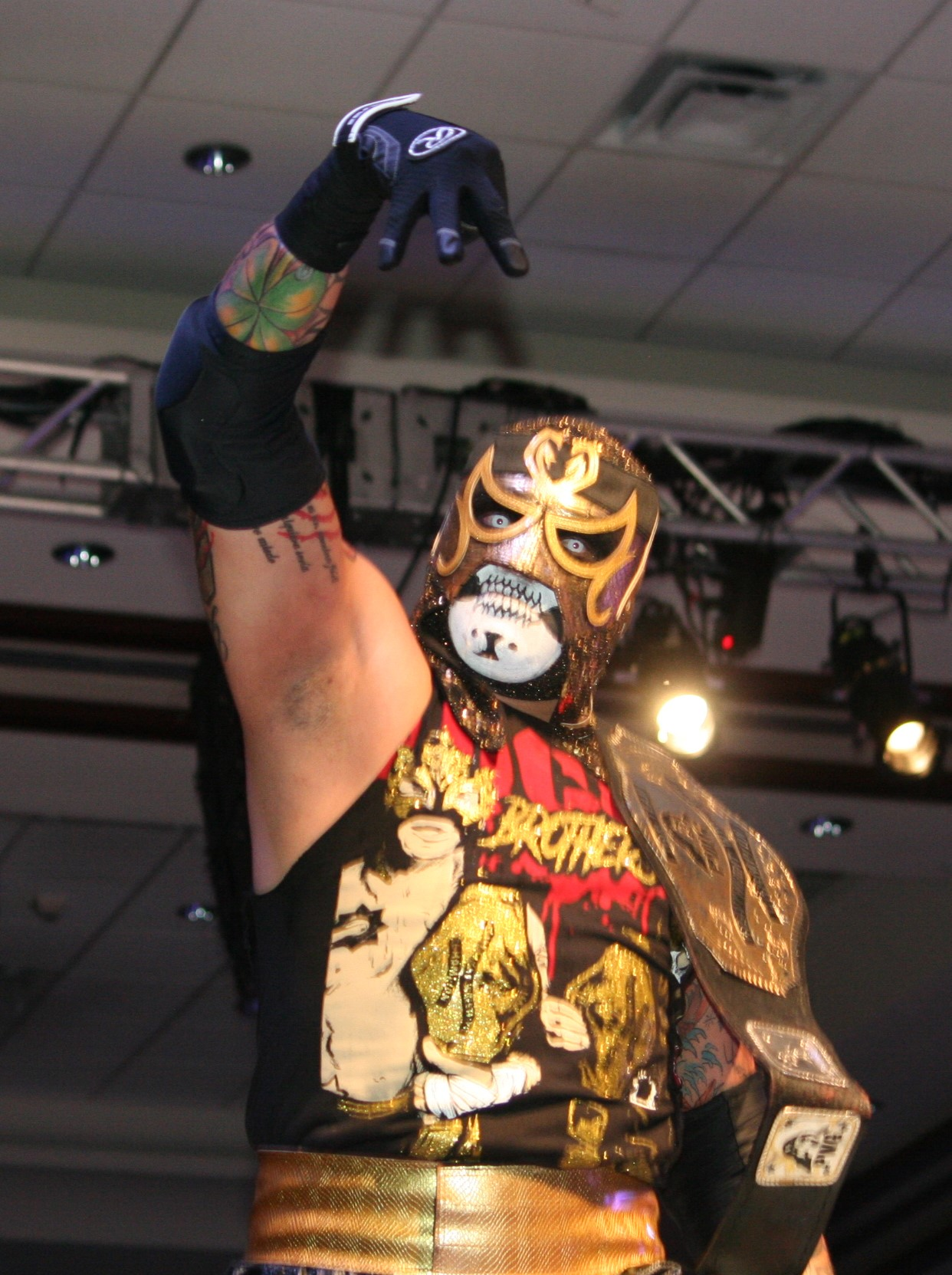
Пентагон-младший в качестве командного чемпиона PWG в 2017 году

9 сентября 2010 года будущий Пентагон-младший, всё ещё выступающий под именем Заяс, провел пробный матч в ААА, в команде с Песадильей победив Конами и Маскара Ориентала. В 2011 году он начал регулярно работать в ААА под именем Дарк Драгон, одновременно работая на независимой сцене под именем Заяс. В то же время, когда он получил имя Дарк Драгон, его брат, известный тогда как Маскара Ориентал, получил новое имя и маску, став известным как Феникс.
2 декабря 2012 года на Guerra de Titanes он был впервые представлен как Пентагон-младший, заклятый враг нового Октагона-младшего (позже в WWE — Калисто), точно так же, как оригинальный Пентагон был сюжетным заклятым врагом Октагона. Поскольку нескольким рестлерам, носившим имя Пентагон, не везло в карьере, существует легенда о проклятии имени Пентагон. Коронная фраза Пентагона-младшего, «Ноль страха» (исп. Cero Miedo), была создана для того, чтобы показать, что он не боится проклятья. В середине 2013 года Октагон-младший покинул ААА, оставив Пентагона-младшего без какого-либо направления и сюжетной линии. 18 августа на Héroes Inmortales VII Пентагон выступил на Copa Antonio Peña 2013, но был побежден в первом раунде Эль Ихо дель Фантасма.
23 марта 2016 года Пентагон-младший выиграл турнир Rey de Reyes 2016, победив Ла Парку и Вильяно IV. Победа в Rey de Reyes была использована для того, чтобы сделать его претендентом на титул чемпиона Латинской Америки AAA. 3 июля Пентагон-младший победил Психо Клоуна и выиграл титул. На Triplemanía XXIV, 28 августа, Пентагон-младший проиграл чемпионство Джонни Мундо. 20 января 2017 года на Guerra de Titanes Пентагон проиграл матч-реванш Мундо. На следующий день Пентагон объявил, что он больше не работает в AAA, сославшись на то, что ему не нравится чувствовать себя ограниченным и сдерживаемым.

### Lucha Underground (2014—2018)
В августе 2014 года Пентагон был объявлен одним из пяти рестлеров AAA, которые будут выступать в Lucha Underground. Дебют Пентагона состоялся 12 ноября на третьем эпизоде, где он потерпел поражение от своего брата Феникса в трехстороннем бою, в котором также участвовал Драго. В течение следующих недель два брата развивали сюжетное соперничество между собой. 4 февраля 2015 года Пентагон начал сюжет о том, что он ломает руки своим противникам, посвящая каждую сломанную руку в жертву своему неизвестному хозяину. 1 апреля 2015 года Пентагон принял участие в турнире за титулы чемпионов трио Lucha Underground. Пентагон, Секси Стар и Супер Флай были побеждены Биг Риком, Маком и Киллшотом. После матча Пентагон попытался сломать руку Супер Флаю, но Стар спасла его. 8 апреля 2015 года Пентагон напал на Стар и Супер Флая, сумев сломать руку Супер Флаю. 22 апреля 2015 года Пентагон победил Секси Стар. 3 июня 2015 года Пентагон победил Секси Стар в матче болевых. После матча Пентагон попытался принести в жертву Секси Стар, но был остановлен комментатором Вампиро. После этого Пентагон начал нападать на Вампиро, говоря, что пожертвует им ради своего хозяина. 5 августа 2015 года на Ultima Lucha Пентагон-младший победил Вампиро в жестоком матче Cero Miedo. После матча, по настоянию самого Вампиро, Пентагон-младший сломал ему руку. После этого Вампиро заявил, что он — хозяин Пентагона-младшего.
На премьере второго сезона 27 января Пентагон напал на действующего чемпиона Lucha Underground Мила Муэртеса и сломал ему руку. В 2015 году Пентагон безуспешно боролся за титул чемпиона Lucha Underground против Матанзы Куэто. 31 января 2016 года на Ultima Lucha Dos Пентагон взял себе имя Пентагон Дарк, пройдя дальнейшее обучение у Вампиро, в надежде снова бросить вызов Матанзе Куэто в борьбе за титул чемпиона Lucha Underground. После того как его попытка завоевать титул провалилась, он ополчился на Вампиро.
25 июня на Ultima Lucha Tres Пентагон Дарк победил Сына Хэвока в матче с лестницами и выиграл вакантный титул «Дар богов», что также дало ему право в будущем стать чемпионом Lucha Underground. На следующий день он реализовал свой шанс и победил Принца Пуму в матче «Проигравший должен закончить карьеру» и стал новым чемпионом Lucha Underground.
13 июня 2018 года в эфир вышел первый эпизод 4-го сезона Lucha Underground. В первом эпизоде Пентагон Дарк выиграл «Войну Ацтеков» и сохранил титул чемпиона, став первым человеком, которому это удалось.

### Consejo Mundial de Lucha Libre (2018—2019)
Весной 2018 года Пента Эль 0М боролся с Каристико на независимом шоу в Мексике, после чего пригрозил, что «посетит дом Каристико», делая отсылки к промоушену Consejo Mundial de Lucha Libre. 29 июня 2018 года Пента Эль 0М неожиданно появился во время главного боя на шоу Super Viernes, напав на Каристико во время матча.

### All Elite Wrestling (2019—2024)
Во время независимого шоу в штате Джорджия «Янг Бакс» вышли на ринг, чтобы предложить «Луча братьям» контракт с All Elite Wrestling (AEW). Впоследствии стало известно, что Пентагон-младший и Рей Феникс согласились на неэксклюзивный контракт с AEW из-за своих юридических обязательств перед Lucha Underground.
5 сентября 2021 года, на шоу All Out, Пентагон и Феникс победили «Янг Бакс», и завоевали титул командных чемпионов мира. 5 января 2022 они проиграли пояса в матче против Jurassic Express (Джангл Бой и Лучазавр).

### WWE (с 2025)

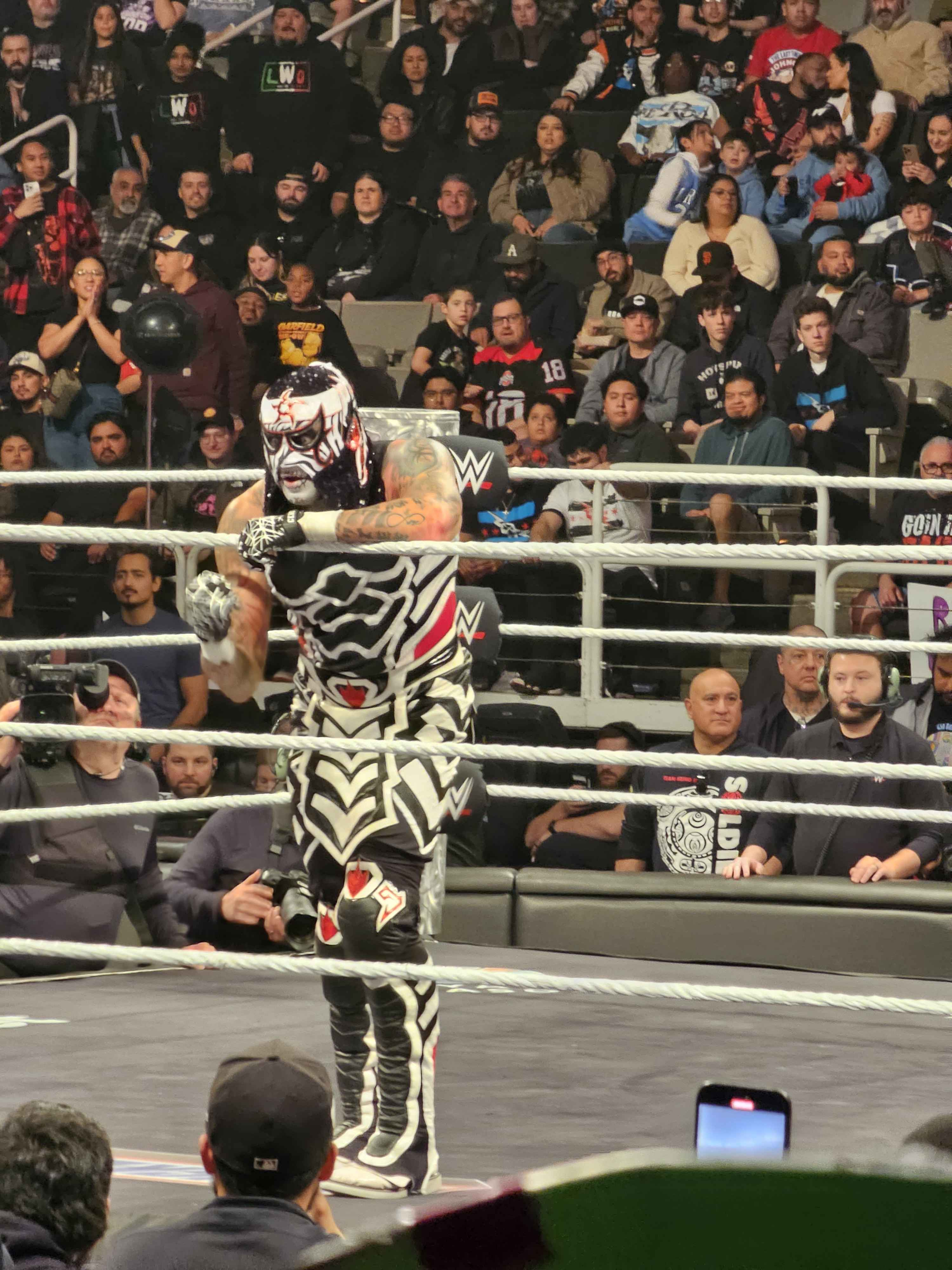
Пента во время своего дебюта в WWE в январе 2025 года

6 января 2025 года на премьере шоу Raw на Netflix был показан ролик, в котором говорилось о дебюте Пентагона в WWE. Он официально дебютировал в WWE на следующей неделе в эпизоде Raw под именем Пента, победив Чеда Гейбла. 1 февраля 2025 года Пента впервые участвовал в матче «Королевская битва», став вторым участником. Он выбросил с ринга Людвига Кайзера, а затем был выброшен Финном Балором.

## Титулы и достижения
- AAW: Professional Wrestling Redefined
  - AAW Heavyweight Championship (1 раз)[20]
  - AAW Heritage Championship (1 раз)
  - Командный чемпион AAW (1 раз) — с Рей Фениксом
  - Пятый чемпион Тройной короны
- All Elite Wrestling
  - Командный чемпион мира AEW (1 раз) — Рей Фениксом
  - Чемпион мира AEW среди трио (1 раз) — с Рей Фениксом и Паком
- CBS Sports
  - Команда года (2019) — с Фениксом[21]
- The Crash Lucha Libre
  - Чемпион The Crash в первом тяжёлом весе (1 раз)[22]
  - Командный чемпион The Crash (1 раз) — с Королем[23]
- Fight Club: PRO
  - Dream Team Invitational (2019) — с Рей Фениксом
- House of Glory
  - Командный чемпион HOG (1 раз) — с Фениксом
- Impact Wrestling
  - Чемпион мира Impact (1 раз)
  - Командный чемпион мира Impact (1 раз) — с Фениксом[24]
  - IMPACT Year End Awards (2 раза)
    - Коронный приём года (2018) - Pentagon Driver[25]
    - Матч года (2018) пр. Сами Каллихана на Slammiversary XVI[26]
- Lucha Libre AAA Worldwide
  - AAA Latin American Championship (1 раз)[27]
  - AAA World Mixed Tag Team Championship (1 раз) — с Секси Стар[28]
  - Командный чемпион мира AAA (3 раза) — с Джо Лайдером (1)[29] и Фениксом (2)[30][31]
  - Lucha Fighter (мужской, 2020)[32]
  - Rey de Reyes (2016)[33]
  - Рудо года (2014, 2015)
  - Рестлер года(2015)
- Lucha Underground
  - Lucha Underground Gift of the Gods Championship (1 раз)
  - Чемпион Lucha Underground (2 раза)
  - Aztec Warfare IV
- Major League Wrestling
  - Командный чемпион мира MLW (1 раз) — с Рей Фениксом[34]
- Мексиканские независимые компании
  - Mexican Strong Style Championship (1 раз)
  - WCW Intercontinental Championship (1 раз)[35]
- Perros del Mal Producciones
  - Perros del Mal Light Heavyweight Championship (2 раза)[36]
- PCW Ultra
  - PCW Heavyweight Championship (2 раза)[37]
- Pro Wrestling Guerrilla
  - PWG World Tag Team Championship (1 раз) — с Рей Фениксом
- Pro Wrestling Illustrated
  - № 28 в топ 500 рестлеров в PWI 500 в 2019[38]
  - № 7 в топ 50 команд в PWI Tag Team 50 в 2020 с Рей Фениксом[39]
- Ring of Honor
  - Командный чемпион ROH (1 раз) — с Рей Фениксом
- Wrestling Alliance Revolution
  - Командный чемпион мира WAR (1 раз) — с Рей Фениксом[40]
- Wrestling Superstar
  - Wrestling Superstar World Submission Lucha Championship (1 раз)[41]
- Xtreme Mexican Wrestling
  - Командный чемпион XMW (1 раз) — с Фениксом[42]
- Wrestling Observer Newsletter
  - Команда года (2019) — с Рей Фениксом

### Luchas de Apuestas
| Победитель               | Проигравший              | Локация                                         | Шоу                                | Дата           | Примечания |
| ------------------------ | ------------------------ | ----------------------------------------------- | ---------------------------------- | -------------- | ---------- |
| Заяс (маска)             | Месалла (титул)          | San Cristóbal Ecatepec de Morelos, Mexico State | Шоу BJC                            | 26 июля 2009   | [ 35 ]     |
| Сами Каллихан (волосы)   | Пентагон-младший (титул) | Berwyn, Illinois                                | Турнир памяти Джима Линама, день 2 | 8 октября 2016 | [ 43 ]     |
| Пентагон-младший (маска) | Сами Каллихан (волосы)   | Торонто, Онтарио, Канада                        | Impact Wrestling Slammiversary XVI | 22 июля 2018   |            |